# Pulse of Europe
Pulse of Europe je nezávislé celoevropské občanské hnutí, které vzniklo v reakci na vzestup nacionalismu a populismu v Evropě. Jeho prvotním cílem bylo podpořit občany Evropské unie, aby se aktivně a otevřeně přihlásili ke své společné evropské identitě. Hnutí bylo založeno v roce 2016 ve Frankfurtu nad Mohanem a rozšířilo se do několika evropských zemí včetně Česka. Zde působí od 7. dubna 2017 pod značkou „Pulse of Europe - Czech Republic“ jako oficiálně zaregistrovaný spolek.

## Historie
Občanskou iniciativu Pulse of Europe založili frankfurští právníci Daniel a Sabine Röderovi. V roce 2016 obvolali své známé a uspořádali první demonstraci. Následovaly pravidelné demonstrace a setkání v dalších německých městech. Hnutí je nyní aktivní ve 130 městech a 16 zemích Evropy a tvrdí, že má okolo 100 tisíc členů a příznivců. Český spolek hlásící se k Pulse of Europe je aktivní od roku 2017.

## Politické postoje

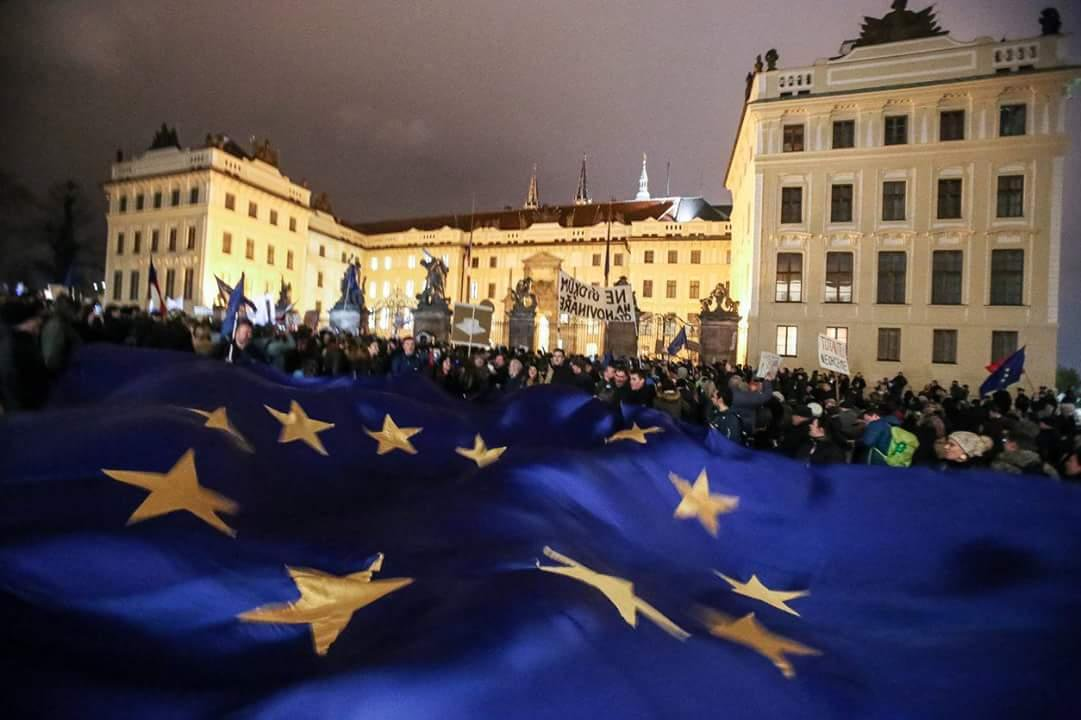
České Pulse of Europe na demonstraci před Pražským hradem 14. března 2018.

Pulse of Europe podporuje myšlenky evropské integrace a Evropské unie. Věří v její reformovatelnost a budoucí rozvoj. Nesouhlasí s nástupem nacionalismu a extrémistických tendencí.
České Pulse of Europe za své cíle označuje:
1. Obhajobu členství Česka v Evropské unii
2. Prosazení plné integrace Česka do klíčových programů EU
3. Podporu většího vlivu evropských občanů a vyšší akceschopnost EU
4. Rozvoj sounáležitosti mezi evropskými občany
5. Vytvoření širokého občanského hnutí k soustavnému prosazování těchto cílů

## Aktivity v Česku
České Pulse of Europe začalo po svém evropském vzoru zejména jako pozitivní setkávání občanů v ulicích, přidává však další aktivity a má ambici stát se „koordinační platformou pro české Evropany“. Vedle vlastních akcí se aktivisté Pulse of Europe pravidelně účastní jiných demonstrací, na které nosí evropské vlajky. Významnou částí aktivit jsou sociální sítě (včetně tvorby proevropských infografik) či výroba a distribuce propagačních materiálů s mottem „Evropa je náš domov“. České Pulse of Europe patří mezi největší mimo Německo z hlediska sledovanosti profilů na sociálních médiích.

## Rozsah
Hnutí působí především v německých městech, rozsah v jiných evropských státech (Česko, Francie, Nizozemsko, Polsko, Velká Británie ad.) je menší.

## Odkazy

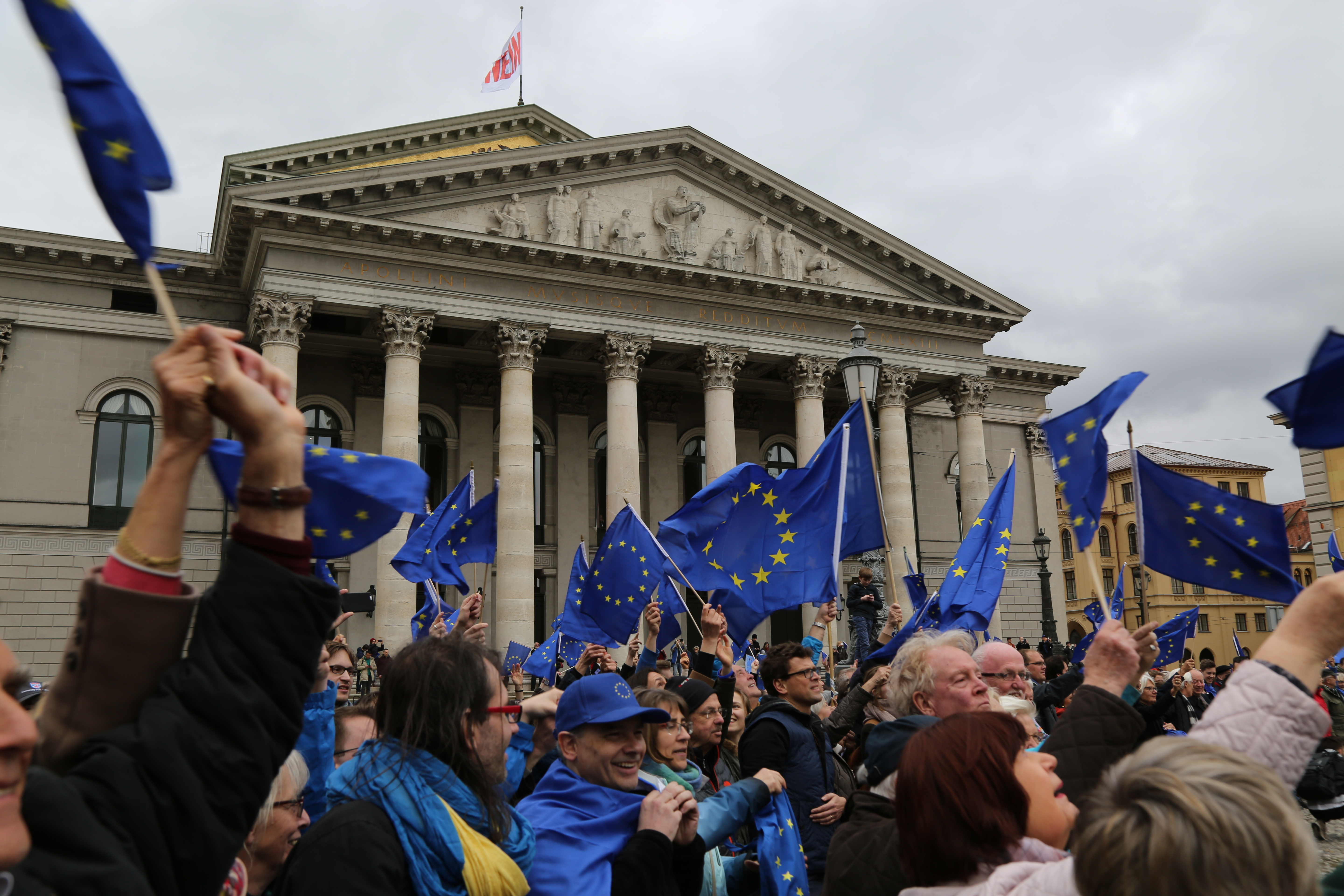
Demonstrace Pulse of Europe v Mnichově, 17. dubna 2017

### Články
- LINDNER, Tomáš. Tati, manifestoval jsi v roce 2017 za jednotnou Evropu?. Týdeník Respekt [online]. Economia, a.s., 2017-04-03 [cit. 2018-03-16]. Dostupné online.
- EBNER, Caroline. Sie feiern Europa - aber was für eines?. Tagesschau.de [online]. 2017-04-09 [cit. 2017-05-04]. Dostupné online.
- KERN, Vera. "Pulse of Europe": Was bringen die Demos?. DW [online]. 2017-04-11 [cit. 2017-05-04]. Dostupné online.
- FITTKAU, Ludger. Protestbewegung gegen neuen Nationalismus. Deutschlandfunk [online]. 2017-01-23 [cit. 2017-05-04]. Dostupné online.